# Петринду (Салаж)
Петринду (рум. Petrindu) насеље је у Румунији у округу Салаж у општини Кузаплак. Oпштина се налази на надморској висини од 326 m.

## Становништво
Према подацима из 2002. године у насељу је живело 523 становника.

### Попис2002.
| Расподела становништва по националности 2002.‍ | Расподела становништва по националности 2002.‍ | Расподела становништва по националности 2002.‍ | Расподела становништва по националности 2002.‍ | Расподела становништва по националности 2002.‍ |
| --------------------------------------------- | --------------------------------------------- | --------------------------------------------- | --------------------------------------------- | --------------------------------------------- |
|                                               |                                               |                                               |                                               |                                               |
| Румуни                                        | Румуни                                        |                                               | 317                                           | 60,6%                                         |
| Мађари                                        | Мађари                                        |                                               | 164                                           | 31,4%                                         |
| Роми                                          | Роми                                          |                                               | 42                                            | 8,0%                                          |